# أماندا تيبي
أماندا تيبي (بالإنجليزية: Amanda Tepe)‏ مواليد 16 أكتوبر 1977، هي ممثلة أمريكية بدأت مسيرتها الفنية عام 2000.

## وصلات خارجية
- أماندا تيبي على موقع IMDb (الإنجليزية)
- أماندا تيبي على موقع ألو سيني (الفرنسية)
- أماندا تيبي على موقع أول موفي (الإنجليزية)
- أماندا تيبي على موقع قاعدة بيانات الفيلم (الإنجليزية)
- أماندا تيبي على موقع كينوبويسك (الروسية)